# Phaonia mexala
Phaonia mexala är en tvåvingeart som först beskrevs av John Otterbein Snyder 1957.  Phaonia mexala ingår i släktet Phaonia och familjen husflugor. Inga underarter finns listade i Catalogue of Life.